# Astana Pro Team w sezonie 2020
Astana Pro Team w sezonie 2020 – podsumowanie występów zawodowej grupy kolarskiej Astana Pro Team w sezonie 2020, w którym należała ona do dywizji UCI WorldTeams.

## Transfery
Opracowano na podstawie:
| Przybyli          | Przybyli                      | Odeszli             | Odeszli                        |
| Kolarz            | Poprzednia grupa (2019)       | Kolarz              | Nowa grupa (2020)              |
| ----------------- | ----------------------------- | ------------------- | ------------------------------ |
| Fabio Felline     | Trek-Segafredo                | Pello Bilbao        | Bahrain McLaren                |
| Aleksandr Własow  | Gazprom-RusVelo               | Dario Cataldo       | Movistar Team                  |
| Alex Aranburu     | Caja Rural-Seguros RGA        | Magnus Cort Nielsen | EF Education First Pro Cycling |
| Davide Martinelli | Deceuninck-Quick Step         | Davide Villella     | Movistar Team                  |
| Wadim Pronski     | Vino-Astana Motors            | Andriej Zejc        | Mitchelton-Scott               |
| Óscar Rodríguez   | Euskadi Basque Country-Murias | Jan Hirt            | CCC Team                       |
| Harold Tejada     | Medellín                      | Davide Ballerini    | Deceuninck-Quick Step          |

## Skład
Opracowano na podstawie:
| Skład drużyny 2020                       | Skład drużyny 2020   | Skład drużyny 2020 | Skład drużyny 2020                   |
| Imię i nazwisko                          | Data urodzenia       | Państwo            | Poprzednia grupa                     |
| ---------------------------------------- | -------------------- | ------------------ | ------------------------------------ |
| Alex Aranburu                            | 19 września 1995     | Hiszpania          | Caja Rural-Seguros RGA (2019)        |
| Żandos Biżygitow                         | 10 czerwca 1991      | Kazachstan         | Vino 4-ever SKO (2016)               |
| Manuele Boaro                            | 12 marca 1987        | Włochy             | Bahrain-Merida (2018)                |
| Hernando Bohórquez                       | 22 czerwca 1992      | Kolumbia           | Manzana Postobón (2018)              |
| Rodrigo Contreras                        | 2 czerwca 1994       | Kolumbia           | EPM (2018)                           |
| Laurens De Vreese                        | 29 września 1988     | Belgia             | Wanty-Groupe Gobert (2014)           |
| Fabio Felline                            | 29 marca 1990        | Włochy             | Trek-Segafredo (2019)                |
| Daniił Fominych                          | 28 sierpnia 1991     | Kazachstan         | Astana Continental (2013)            |
| Omar Fraile                              | 17 lipca 1990        | Hiszpania          | Dimension Data (2017)                |
| Jakob Fuglsang                           | 22 marca 1985        | Dania              | RadioShack-Nissan (2012)             |
| Jewgienij Gidicz                         | 19 maja 1996         | Kazachstan         | Vino-Astana Motors (2017)            |
| Jonas Gregaard                           | 30 lipca 1996        | Dania              | Riwal CeramicSpeed (2018)            |
| Dmitrij Gruzdiew                         | 13 marca 1986        | Kazachstan         | Ulan (2008)                          |
| Hugo Houle                               | 27 września 1990     | Kanada             | AG2R La Mondiale (2017)              |
| Gorka Izagirre                           | 7 października 1987  | Hiszpania          | Bahrain-Merida (2018)                |
| Ion Izagirre                             | 4 lutego 1989        | Hiszpania          | Bahrain-Merida (2018)                |
| Merhawi Kudus                            | 23 stycznia 1994     | Erytrea            | Dimension Data (2018)                |
| Miguel Ángel López                       | 4 lutego 1994        | Kolumbia           | Lotería de Boyacá (2014)             |
| Aleksiej Łucenko                         | 7 września 1992      | Kazachstan         | Astana Continental (2012)            |
| Davide Martinelli                        | 31 maja 1993         | Włochy             | Deceuninck-Quick Step (2019)         |
| Jurij Natarow                            | 28 grudnia 1996      | Kazachstan         | Astana City (2018)                   |
| Wadim Pronski                            | 4 czerwca 1998       | Kazachstan         | Vino-Astana Motors (2019)            |
| Óscar Rodríguez                          | 6 maja 1995          | Hiszpania          | Euskadi Basque Country-Murias (2019) |
| Luis León Sánchez                        | 24 listopada 1983    | Hiszpania          | Caja Rural-Seguros RGA (2014)        |
| Nikita Stalnow                           | 14 września 1991     | Kazachstan         | Astana City (2016)                   |
| Harold Tejada                            | 27 kwietnia 1997     | Kolumbia           | Medellín (2019)                      |
| Aleksandr Własow                         | 23 kwietnia 1996     | Rosja              | Gazprom-RusVelo (2019)               |
| Artiom Zacharow                          | 27 października 1991 | Kazachstan         | Seven Rivers (2015)                  |
|                                          |                      |                    |                                      |
| Źródła: ProCyclingStats Cycling Archives |                      |                    |                                      |

## Zwycięstwa
Opracowano na podstawie:
| Zwycięstwa     | Zwycięstwa                                 | Zwycięstwa | Zwycięstwa | Zwycięstwa         | Zwycięstwa |
| Data           | Wyścig                                     | Państwo    | Kategoria  | Zwycięzca          |            |
| -------------- | ------------------------------------------ | ---------- | ---------- | ------------------ | ---------- |
| 14 lut         | Tour de La Provence, 2. etap               | Francja    | 2.Pro      | Aleksandr Własow   |            |
| 15 lut         | Vuelta a Murcia, 2. etap                   | Hiszpania  | 2.1        | Luis León Sánchez  |            |
| 19 lut         | Vuelta a Andalucía, 1. etap                | Hiszpania  | 2.Pro      | Jakob Fuglsang     |            |
| 21 lut         | Vuelta a Andalucía, 3. etap                | Hiszpania  | 2.Pro      | Jakob Fuglsang     |            |
| 22 lut         | Volta ao Algarve, 4. etap                  | Portugalia | 2.Pro      | Miguel Ángel López |            |
| 23 lutego 2020 | Vuelta a Andalucía, klasyfikacja generalna | Hiszpania  | 2.Pro      | Jakob Fuglsang     |            |
| 3 sie          | Gran Trittico Lombardo                     | Włochy     | 1.Pro      | Gorka Izagirre     |            |
| 6 sie          | Mont Ventoux Dénivelé Challenge            | Francja    | 1.1        | Aleksandr Własow   |            |
| 15 sie         | Giro di Lombardia                          | Włochy     | 1.UWT      | Jakob Fuglsang     |            |
| 18 sie         | Giro dell’Emilia                           | Włochy     | 1.Pro      | Aleksandr Własow   |            |
| 23 sie         | Mistrzostwa Hiszpanii – start wspólny      | Hiszpania  | CN         | Luis León Sánchez  |            |
| 30 sie         | Memorial Marco Pantani                     | Włochy     | 1.1        | Fabio Felline      |            |
| 3 wrz          | Tour de France, 6. etap                    | Francja    | 2.UWT      | Aleksiej Łucenko   |            |
| 16 wrz         | Tour de France, 17. etap                   | Francja    | 2.UWT      | Miguel Ángel López |            |
| 25 paź         | Vuelta a España, 6. etap                   | Hiszpania  | 2.UWT      | Ion Izagirre       |            |

## Ranking UCI
Astana Pro Team sezon 2020 zakończyła na 7. pozycji w rankingu drużynowym UCI, a indywidualnie jej najlepszym zawodnikiem w sezonie 2020 był Jakob Fuglsang, który w rankingu UCI zajął 5. miejsce z dorobkiem 1961 punktów.
| Ranking UCI | Ranking UCI        | Ranking UCI | Ranking UCI |
| Kolarz      | Kolarz             | Państwo     | Punkty      |
| ----------- | ------------------ | ----------- | ----------- |
| 5.          | Jakob Fuglsang     | Dania       | 1961 pkt    |
| 12.         | Aleksandr Własow   | Rosja       | 1399 pkt    |
| 41.         | Miguel Ángel López | Kolumbia    | 925 pkt     |
| 75.         | Aleksiej Łucenko   | Kazachstan  | 531 pkt     |
| 82.         | Gorka Izagirre     | Hiszpania   | 498 pkt     |
| 105.        | Alex Aranburu      | Hiszpania   | 410 pkt     |
| 125.        | Ion Izagirre       | Hiszpania   | 333 pkt     |
| 181.        | Luis León Sánchez  | Hiszpania   | 212 pkt     |
| 191.        | Fabio Felline      | Włochy      | 197 pkt     |
| 266.        | Omar Fraile        | Hiszpania   | 146 pkt     |
| 329.        | Óscar Rodríguez    | Hiszpania   | 116 pkt     |
| 354.        | Hugo Houle         | Kanada      | 110 pkt     |
| 507.        | Harold Tejada      | Kolumbia    | 73 pkt      |
| 524.        | Merhawi Kudus      | Erytrea     | 70 pkt      |
| 684.        | Nikita Stalnow     | Kazachstan  | 50 pkt      |
| 718.        | Manuele Boaro      | Włochy      | 45 pkt      |
| 791.        | Wadim Pronski      | Kazachstan  | 40 pkt      |
| 946.        | Jonas Gregaard     | Dania       | 30 pkt      |
| 1279.       | Rodrigo Contreras  | Kolumbia    | 15 pkt      |
| 1331.       | Jurij Natarow      | Kazachstan  | 13 pkt      |
| 1365.       | Artiom Zacharow    | Kazachstan  | 11 pkt      |
| 1494.       | Jewgienij Gidicz   | Kazachstan  | 8 pkt       |
| 1502.       | Hernando Bohórquez | Kolumbia    | 8 pkt       |
| 1677.       | Davide Martinelli  | Włochy      | 5 pkt       |
| 1995.       | Laurens De Vreese  | Belgia      | 3 pkt       |